# Dobrá Voda u Hořic
Dobrá Voda u Hořic là một làng thuộc huyện Jičín, vùng Královéhradecký, Cộng hòa Séc.